# Chris New
Chris New (Swindon, 17 d'agost de 1981) és un actor de teatre i cinema anglès conegut pel seu paper protagonista en la pel·lícula de 2011 Weekend. New va debutar com a guionista i director el 2013 amb el curtmetratge Ticking. El 2014 va ser coguionista de la pel·lícula independent Chicken, i va coescriure i dirigir A Smallholding (2014).
New va néixer i créixer a Swindon (Wiltshire), i prové d'una família de classe treballadora. El seu pare era conductor de camió i la seva mare va treballar en diverses feines temporals. New té un germà gran. Segons ell, "es va escapar" de Swindon per estudiar a la Royal Academy of Dramatic Art (RADA) de Londres. Viure a Londres va ser un canvi important per a ell:
Venir d'un lloc on no passava res, Swindon, a aquest lloc enorme de sobte, Londres, on hi passaven una enorme quantitat de coses [,] Crec que només anava dient: "Oh, Déu meu; oj, Déu meu", com un nen en una botiga de joguines. Va ser una gran cosa conèixer gent que no vivien purament una experiència consumidora, ja que a Swindon les persones, amb raó o sense, viuen una vida molt normal. Van a treballar, comprar coses agradables i tenen unes bones vacances i crien els seus fills. Malauradament, hi havia una cosa dolenta que veia que no funcionava, i vaig anar a Londres i em vaig trobar un munt de gent per a les quals això no funciona, ja sigui perquè els diners no era un problema, perquè les propietats no eren un problema, tot un codi diferent de creences i religions.
New va finançar la seva educació sol·licitant petites donacions de centenars de persones que coneixia. Mentre estudiava a la RADA, New va cantar en el musical Assassinsd'Stephen Sondheim (té una veu de cant tenor), i el 2005 va actuar en l'obra The Erpingham Camp deJoe Orton com a part del seu títolAdvanced Level. Es va graduar el 2006.

## Filmografia
- Weekend (2011; actor)
- Ticking (2013; productor, guionista, director, editor)
- A Smallholding (2014; coguionista, director, fotografia, editor, so)
- Chicken (2015; coguionista)